# Przedbórz (gromada w powiecie koneckim)
Przedbórz (do 30 XII 1961 Nosalewice) – dawna gromada, czyli najmniejsza jednostka podziału terytorialnego Polskiej Rzeczypospolitej Ludowej w latach 1954–1972.
Gromady, z gromadzkimi radami narodowymi (GRN) jako organami władzy najniższego stopnia na wsi, funkcjonowały od reformy reorganizującej administrację wiejską przeprowadzonej jesienią 1954 do momentu ich zniesienia z dniem 1 stycznia 1973, tym samym wypierając organizację gminną w latach 1954–1972.
Gromadę Przedbórz z siedzibą GRN w mieście Przedbórz (nie wchodzącym w jej skład) utworzono 31 grudnia 1961 w powiecie koneckim w woj. kieleckim w związku ze zmianą nazwy gromady Nosalewice (której siedziba już od 1 stycznia 1959 znajdowała się w Przedborzu) na gromada Przedbórz.
W 1965 roku gromada miała 23 członków gromadzkiej rady narodowej.
1 stycznia 1970 do gromady Przedbórz przyłączono z miasta Przedbórz w tymże powiecie (a) tereny pod nazwą Pohulanka i Wola Przedborska łącznie z terenami pól pod nazwą Pod Korycińskim i Wyrębiska o powierzchni 324 ha oraz (b) tereny pod nazwą Miejskie Pola wraz z obszarami pól pod nazwami Ciemny Borek, Grobelki, Kliny, Ługi, Literaki, Podkrześla, Prószyny, Psia Niwa i Wielkie Tarki oraz łąki o nazwie Iściska o łącznej powierzchni 686 ha.
Gromada przetrwała do końca 1972 roku, czyli do kolejnej reformy gminnej. 1 stycznia 1973 reaktywowano zniesioną w 1954 roku gminę Przedbórz.